# Миоковци
Миоковци су насеље у Србији у општини Чачак у Моравичком округу. Према попису из 2022. било је 837 становника.
Овде се налазе Црква Покрова Пресвете Богородице у Миоковцима, Кућа Радовановића и Кућа Лужанина.

## Демографија
У насељу Миоковци живи 877 пунолетних становника, а просечна старост становништва износи 43,8 година (43,1 код мушкараца и 44,4 код жена). У насељу има 321 домаћинство, а просечан број чланова по домаћинству је 3,31.
Ово насеље је великим делом насељено Србима (према попису из 2002. године), а у последња три пописа, примећен је пад у броју становника.
|  |

| Демографија | Демографија | Демографија |
| Година      | Становника  | Становника  |
| ----------- | ----------- | ----------- |
| 1948.       | 1.533       |             |
| 1953.       | 1.568       |             |
| 1961.       | 1.465       |             |
| 1971.       | 1.352       |             |
| 1981.       | 1.350       |             |
| 1991.       | 1.231       | 1.212       |
| 2002.       | 1.063       | 1.070       |
| 2011.       | 969         |             |

| Етнички састав према попису из 2002.‍ | Етнички састав према попису из 2002.‍ | Етнички састав према попису из 2002.‍ | Етнички састав према попису из 2002.‍ | Етнички састав према попису из 2002.‍ |
| ------------------------------------ | ------------------------------------ | ------------------------------------ | ------------------------------------ | ------------------------------------ |
|                                      |                                      |                                      |                                      |                                      |
| Срби                                 | Срби                                 |                                      | 1.044                                | 98,21%                               |
| Југословени                          | Југословени                          |                                      | 3                                    | 0,28%                                |
| Руси                                 | Руси                                 |                                      | 2                                    | 0,18%                                |
| непознато                            | непознато                            |                                      | 14                                   | 1,31%                                |

| Година пописа     | 1948. | 1953. | 1961. | 1971. | 1981. | 1991. | 2002. |
| ----------------- | ----- | ----- | ----- | ----- | ----- | ----- | ----- |
| Број домаћинстава | 309   | 306   | 358   | 339   | 371   | 371   | 321   |

| Број чланова      | 1  | 2  | 3  | 4  | 5  | 6  | 7  | 8 | 9 | 10 и више | Просек |
| ----------------- | -- | -- | -- | -- | -- | -- | -- | - | - | --------- | ------ |
| Број домаћинстава | 55 | 84 | 42 | 55 | 43 | 26 | 10 | 3 | 1 | 2         | 3,31   |

| Пол    | Укупно | Неожењен/Неудата | Ожењен/Удата | Удовац/Удовица | Разведен/Разведена | Непознато |
| ------ | ------ | ---------------- | ------------ | -------------- | ------------------ | --------- |
| Мушки  | 447    | 115              | 284          | 30             | 9                  | 9         |
| Женски | 476    | 75               | 284          | 95             | 9                  | 13        |
| УКУПНО | 923    | 190              | 568          | 125            | 18                 | 22        |

| Пол    | Укупно                    | Пољопривреда, лов и шумарство | Рибарство                            | Вађење руде и камена | Прерађивачка индустрија       |
| ------ | ------------------------- | ----------------------------- | ------------------------------------ | -------------------- | ----------------------------- |
| Мушки  | 244                       | 107                           | 0                                    | 8                    | 75                            |
| Женски | 130                       | 48                            | 0                                    | 12                   | 28                            |
| УКУПНО | 374                       | 155                           | 0                                    | 20                   | 103                           |
| Пол    | Производња и снабдевање   | Грађевинарство                | Трговина                             | Хотели и ресторани   | Саобраћај, складиштење и везе |
| Мушки  | 1                         | 11                            | 15                                   | 0                    | 14                            |
| Женски | 1                         | 2                             | 13                                   | 4                    | 3                             |
| УКУПНО | 2                         | 13                            | 28                                   | 4                    | 17                            |
| Пол    | Финансијско посредовање   | Некретнине                    | Државна управа и одбрана             | Образовање           | Здравствени и социјални рад   |
| Мушки  | 0                         | 1                             | 4                                    | 1                    | 0                             |
| Женски | 0                         | 0                             | 2                                    | 7                    | 7                             |
| УКУПНО | 0                         | 1                             | 6                                    | 8                    | 7                             |
| Пол    | Остале услужне активности | Приватна домаћинства          | Екстериторијалне организације и тела | Непознато            | Непознато                     |
| Мушки  | 4                         | 0                             | 0                                    | 3                    | 3                             |
| Женски | 0                         | 0                             | 0                                    | 3                    | 3                             |
| УКУПНО | 4                         | 0                             | 0                                    | 6                    | 6                             |